# Santanyí
Santanyí (hiszp. Santañí)  – gmina w Hiszpanii, w prowincji Baleary, we wspólnocie autonomicznej Balearów, o powierzchni 124,86 km². W 2011 roku gmina liczyła 13 384 mieszkańców.